# Abrostola dejeani
Abrostola dejeani är en fjärilsart som beskrevs av Claude Dufay 1958. Abrostola dejeani ingår i släktet Abrostola och familjen nattflyn. Inga underarter finns listade i Catalogue of Life.